# Великие Телковичи
Великие Телковичи (укр. Великі Телковичі) — село во Владимирецкой поселковой общине Варашского района Ровненской области Украины. Возле села протекает река Стыр.
До 2020 года входило во Владимирецкий район.
Население по переписи 2001 года составляло 1167 человек. Почтовый индекс — 34312. Телефонный код — 3634. Код КОАТУУ — 5620881801.